# Pensamiento lateral

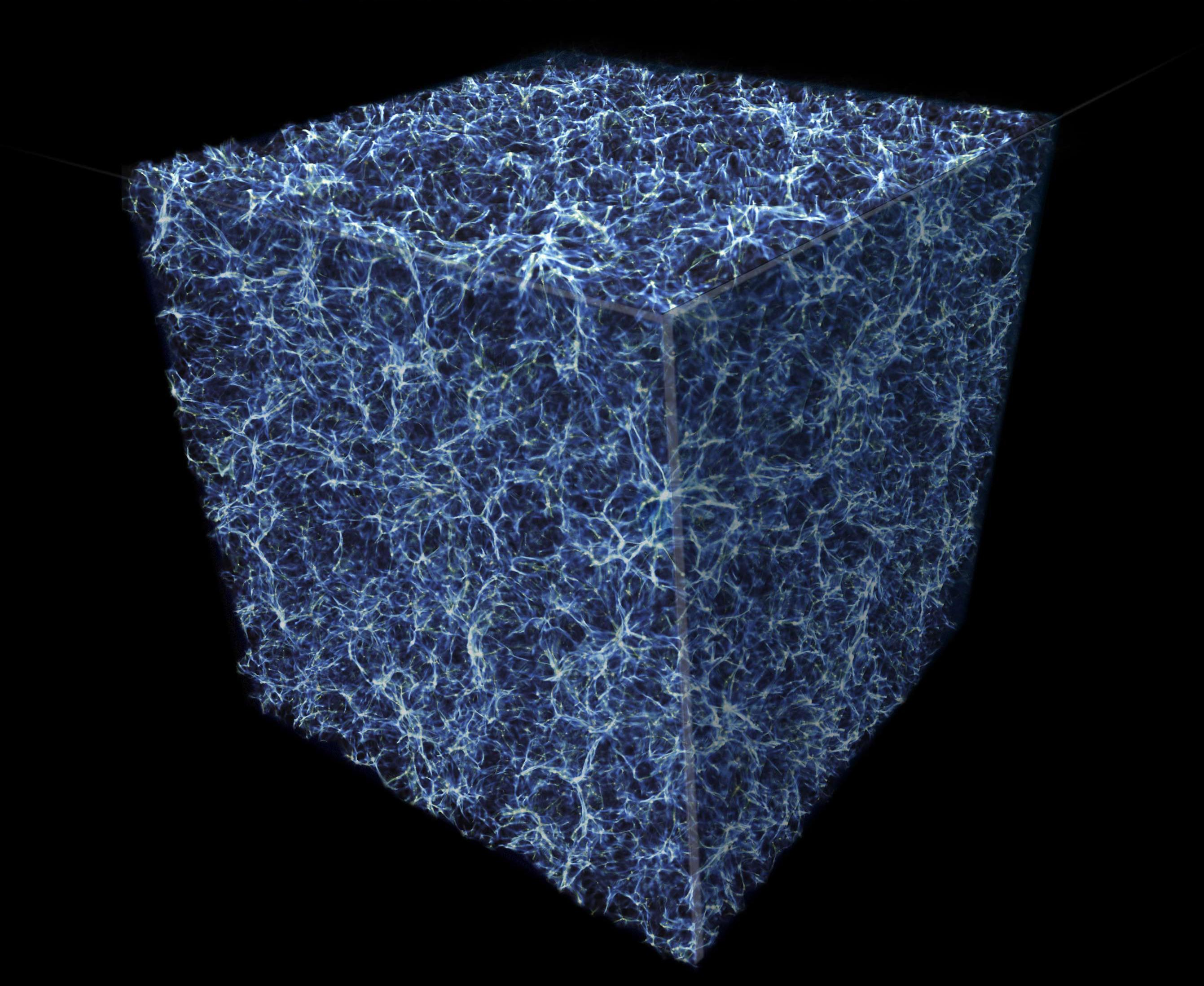
Idealización de la realidad.

El pensamiento lateral (del inglés lateral thinking) es un método de pensamiento que puede ser empleado como una técnica para la resolución de problemas de manera imaginativa. El término fue acuñado por Edward de Bono, en su libro New Think: The Use of Lateral thinking y publicado en 1967, que se refiere a la técnica que permite la resolución de problemas de una manera indirecta y con un enfoque creativo. El pensamiento lateral es una forma específica de organizar los procesos de pensamiento, que busca una solución mediante estrategias o algoritmos no ortodoxos, que normalmente serían ignorados por el pensamiento lógico. 
El pensamiento lateral ha alcanzado difusión en el área de la psicología individual y social. Este se caracteriza por producir ideas que estén fuera del patrón de pensamiento habitual. La idea central es la siguiente: al evaluar un problema existiría la tendencia a seguir un patrón natural o habitual de pensamiento (las sillas son para sentarse, el suelo para caminar, un vaso para ser llenado con un líquido, etc.), lo cual limitaría las soluciones posibles. Con el pensamiento lateral sería posible romper con este patrón rígido, lo que permitiría obtener ideas mucho más creativas e innovadoras para representar todos esos caminos alternativos o desacostumbrados, que permiten la resolución de los problemas de forma indirecta y con un enfoque creativo. En particular, la técnica se basa en que, mediante provocaciones del pensamiento, se haría posible un desvío del camino o patrón habitual del pensamiento.
Según esta teoría, la aplicación del pensamiento lateral a la vida cotidiana, así como la técnica de alumbrar los problemas desde distintos puntos de vista, permitiría encontrar diferentes, nuevas e ingeniosas respuestas para problemas ya conocidos. El pensamiento lateral puede ser un disparador del cambio. Como técnica o habilidad personal puede ser utilizado en la resolución de problemas de la vida cotidiana, tanto laborales como domésticos ya sea individual o en grupo. Bono plantea que el pensamiento lateral puede ser desarrollado a través del entrenamiento de técnicas que permitan la apertura a más soluciones posibles, y a mirar un mismo objeto desde distintos puntos de vista.

## Elementos del pensamiento lateral
Hay cuatro elementos clave en el proceso de pensamiento lateral para resolver problemas. Estos son:

### Comprobación de suposiciones
Al enfocar un problema con un pensamiento vertical es posible que no se encuentre la solución. Normalmente, se deducen cosas que son probables, pero que seguramente no son la respuesta buscada. Con una "mente abierta" se enfrenta a cada nuevo problema que se presenta.

### Hacer las preguntas
Lo más importante en el pensamiento lateral es saber qué preguntas deben formularse. Cuando se utiliza este método para resolver problemas se debe comenzar haciendo preguntas generales para enmarcar adecuadamente el problema. Luego, examinar los datos conocidos con preguntas más específicas, sometiendo a examen las hipótesis más obvias, hasta alcanzar una visión alternativa cercana a la solución.

### Creatividad
Es otra herramienta clave del pensamiento lateral o creativo. La costumbre de ver los problemas siempre desde un mismo enfoque no siempre ayuda a resolverlos. Se trata entonces de enfocarlos creativamente desde otro ángulo. La perspectiva lateral será más efectiva a la hora de resolver cuestiones aparentemente no convencionales. 
El pensamiento lateral está más concentrado en romper conceptos, en la provocación y disrupción, en orden a facilitar la apertura de la mente con el objetivo de lograr la reestructuración de patrones.

### Pensamiento lógico
Para lograr un pensamiento lateral adecuado, es un requisito refinar el análisis de modo lógico, la deducción y la disciplina del razonamiento, ya que sin estos elementos el pensamiento lateral sería un pensamiento anhelante, que solo se limita a extraer ideas excéntricas.
El pensamiento lógico es importante para el usuario porque le permite poner orden en sus pensamientos, a expresar con claridad los mismos, a realizar interpretaciones o deducciones correctas, a descubrir falsedades y prejuicios, así como a asumir actitudes críticas ante determinadas situaciones. Además de lo anterior, el pensamiento lógico le permite, en el campo de la investigación científica, suministrar el empleo correcto de los esquemas válidos de inferencia, a proporcionar legalidad a los procedimientos deductivo, inductivo y analógico, a establecer las bases para toda operación racional, y finalmente, a realizar de manera coherente, consistente y sistemática todo el proceso de investigación.

## Métodos

Fraccionando ideas.

Técnicas llevadas a cabo para la práctica del pensamiento lateral:

### Provocaciones
El Dr. De Bono desarrolló varios tipos de provocaciones, aquí solamente tocaremos tres de estos, los más usados.

#### Palabra aleatoria
Se trata de introducir una palabra al azar (punto de entrada), luego generar una palabra que esté relacionada con la misma, y así sucesivamente, repitiendo este último paso. Cada vez que se cambie de palabra se intentará unir ésta al problema para el cual se está buscando una solución, generando posibles ideas.

#### Escape
En este caso se examina el o los objetos involucrados en el problema y se niega o cancela una característica del mismo. A partir de este nuevo entorno, esta nueva situación generada, se buscan ideas con las herramientas habituales.

#### Piedra en el camino
Aquí la idea es exagerar, distorsionar o modificar de cualquier forma una entidad del entorno del problema (generalmente es muy útil suponer que cierta entidad es tal cual como se desea que fuese, no como es en realidad).

### Analogías
- Las analogías nos sirven para comparar sucesiones de ideas que están deslindadas de ideas que sean racionales o críticas. Con esto se incrementa la velocidad para crear ideas.
- Alejarse de estereotipos marcados, no encasillarse solo en una idea, buscar diferentes opciones por más excéntricas que éstas parezcan.
- Puede que un problema se represente con base en analogías, que resultarán confusas en un principio, pero con su debido proceso de pensamiento se pueden desarrollar.

### El método de inversión
En la inversión de problemas, éstos se alteran en su sentido para ver cuál es su contrario y ver cómo se pueden resolver, ver el problema y girarlo para llegar a un resultado favorable.
En cuanto a este método, no se planea resolver el problema de lleno, sino que el tomar la idea principal al invertirlo servirá para acercarse a su solución.
El método de inversión también trata de evitar el encadenamiento de ideas y la cerrazón, buscar las soluciones más descabelladas en ocasiones puede funcionar. Ver al problema desde distintos puntos de vista, no fijarse solo en uno, tener distintos ángulos de visión que nos permitan tener una visión más clara del problema, no verlo superficialmente.

### Fraccionamiento o división
El objetivo del fraccionamiento es romper la sólida unidad de modelos de ideas, sin importar que sea confusa en algunos puntos, pero no se trata de encontrar las partes o de dividir los modelos en componentes, sino de crear nuevas partes y fraccionar los mismos componentes. Así, al dividir el modelo, se obtiene material para una reestructuración de los modelos, se intenta formar un nuevo orden.
El objetivo del fraccionamiento es evitar los efectos de la inhibición implícita en los modelos fijos por medio de su descomposición.

### Respuestas idóneas
Según De Bono, existen tres maneras en que el pensamiento pueda ser obstruido: puede faltar algo de información, puede existir un bloqueo mental o lo obvio obstruye la visión de una mejor opción. El tercer caso tendría una solución con la lógica lateral.
Una vez estructurada la información es ya difícil transformarla en otra cosa. De este modo, parece obvio que la única salida sea aquella que ofrece la información ya estructurada, de modo que si da respuesta al problema que se intenta resolver, pareciera que no hay necesidad de buscar otra.